# Ravenelia argentinica
Ravenelia argentinica är en svampart som beskrevs av J.R. Hern. & J.F. Hennen 2002. Ravenelia argentinica ingår i släktet Ravenelia och familjen Raveneliaceae.   Inga underarter finns listade i Catalogue of Life.